# Roland Baader
Roland Baader (ur. 14 lutego 1940 w Kirrlach, Niemcy, zm. 8 stycznia 2012 tamże) – niemiecki przedsiębiorca i publicysta, popularyzator wiedzy ekonomicznej. 

## Życiorys
Po ukończeniu studiów w zakresie ekonomii na Uniwersytecie Albrechta i Ludwika we Fryburgu u wybitnych ekonomistów, m.in. późniejszego laureata Nagrody Nobla, Friedricha von Hayeka, przez 20 lat prowadził własne przedsiębiorstwo. Odziedziczył i rozbudował fabrykę tekstyliów, która w szczytowym okresie zatrudniała ponad 2000 pracowników. W późniejszym okresie całkowicie poświęcił się pracy badawczej i publicystyce. Napisał kilkanaście książek oraz kilkaset artykułów fachowych, przyczyniając się w ten sposób do ożywienia tradycji szkoły austriackiej na niemieckim obszarze językowym.
Był członkiem Towarzystwa Mont Pèlerin, międzynarodowej organizacji skupiającej obrońców wolności i wolnej przedsiębiorczości. Uważany jest za czołowego w niemieckim obszarze językowym „filozofa wolności”, który w klarowny sposób upowszechniał idee wolności, demaskując wszystkie warianty socjalizmu i etatyzmu. Dziennik „Frankfurter Allgemeine Zeitung” napisał o nim, że „pomaga czytelnikowi przejrzeć gadaninę polityków i mediów oraz uzyskać realistyczny obraz świata społecznego”. Według „Die Welt” jego krytyka „nie ograniczała się do opisania oczywistych, widocznych symptomów kryzysu, lecz odsłaniała elementarne błędy konstrukcyjne współczesnej demokracji”. 
Idąc za tradycją Hayeka i Ludwiga von Misesa, prowadził kampanię na rzecz państwa minimalnego, przyznając jednocześnie, że jego zdaniem lepsze są argumenty za anarchokapitalizmem. Był krytykiem państwowego systemu edukacji. Ostrzegał, że pozostałości zasad gospodarki rynkowej będą sukcesywnie ograniczane, aż zostaną w pełni wyeliminowane. Krytykował państwowy monopolistyczny system walutowy.
W wielu publikacjach wyjaśniał zachodzące w państwie rzeczywiste procesy polityczno-gospodarcze, ostrzegał przed gospodarką opartą na giełdowych spekulacjach oraz przed kryzysem do jakiego może doprowadzić zadłużenie społeczeństwa i państwa. Opisał też istotne niebezpieczeństwa dla wolności gospodarczej.
Swą ideologię polityczną łączył z chrześcijaństwem. Wskazywał na Dekalog jako na konstytucję wolności, która nie może być zgodna z socjalizmem, ponieważ socjalizm łamie większość nakazów (np. zakaz kradzieży). Pomimo sympatii do chrześcijaństwa krytykował stan instytucjonalnych kościołów, które swój mandat moralny przeniosły na państwo opiekuńcze, tym samym je wypaczając. Zauważał tendencję do socjaldemokratyzacji Kościoła.
Swoją obszerną prywatną bibliotekę przekazał ekonomiście Rahimowi Taghizadeganowi, który udostępnił ją publicznie w Wiedniu.

## Odznaczenia
W 2015 roku został pośmiertnie odznaczony Medalem Hayeka.

## Nagroda Rolanda Baadera
W 2012 Instytut Zarządzania Aktywami w Hamburgu (IfAAM) po raz pierwszy przyznał nagrodę imienia Rolanda Baadera. Nagroda przyznawana jest studentom i przedsiębiorcom, którzy w szczególny sposób przyczyniają się do rozpowszechniania idei Baadera i dokonań austriackiej szkoły ekonomii, oraz ich wdrażania w życie.

## Wybrane publikacje

### książki

#### tłumaczenia na język polski
- Baader R., Śmiercionośne myśli. Dlaczego intelektualiści niszczą nasz świat (oryg. Totgedacht. Warum Intelektuelle unsere Welt zerstören), T. Gabiś (tłum.), Wrocław: Wydawnictwo Wektory, 2009, ISBN 978-83-60562-35-2
- Baader R., Koniec pieniądza papierowego (oryg. Das Ende des Papiergeld-Zeitalters), R. Zajączkowski (tłum.), Warszawa: Wydawnictwo DeReggio, 2020, ISBN 978-83-951380-8-9
- Baader R., Socjalizm monetarny. Źródła inflacji i środki zaradcze (oryg. Geldsozialismus: Die wirklichen Ursachen der neuen globalen Depression), A. Golik (tłum.), Warszawa: Wydawnictwo DeReggio, 2023, ISBN 978-83-959384-5-0

#### w języku niemieckim
- Baader R., Gold – Letzte Rettung oder Katastrophe?, Schweiz: Fortuna Finanz-Verlag, Ebmatingen, 1988, ISBN 3-85684-054-0
- Baader R., Kreide für den Wolf – Die tödliche Illusion vom besiegten Sozialismus, Böblingen: Anita Tykve Verlag, 1991, ISBN 3-925434-47-X
- Baader R., Die Euro-Katastrophe – Für Europas Vielfalt, gegen Brüssels Einfalt, Böblingen: Anita Tykve Verlag, 1993, ISBN 3-925434-78-X
- Baader R., Die Enkel des Perikles – Liberale Positionen zu Sozialstaat und Gesellschaft, Gräfelfing: Resch Verlag, 1995, ISBN 3-930039-33-8
- Baader R., Die belogene Generation – Politisch manipuliert statt zukunftsfähig informiert, Gräfelfing: Resch Verlag, 1999, ISBN 3-930039-67-2
- Baader R., Logik der Freiheit – Ein Ludwig-von-Mises-Brevier, Thun: Ott Verlag, 2000, ISBN 3-7225-6917-6
- Baader R., Geld, Gold und Gottspieler – Am Vorabend der nächsten Weltwirtschaftskrise, Gräfelfing: Resch Verlag, 2005, ISBN 3-935197-42-X
- Baader R., Geldsozialismus – Die wirklichen Ursachen der neuen globalen Depression, Gräfelfing: Resch Verlag, 2010, ISBN 978-3-935197-57-1 (wyd. and. Money-Socialism – The real cause of the new global depression, Bern: Verlag Johannes Müller, 2010, ISBN 978-3-9523315-6-9)
- Baader R., Das Ende des Papiergeld-Zeitalters: Ein Brevier der Freiheit, Bern: Verlag Johannes Müller, 2016, ISBN 978-3-906085-08-1